# موری موتوناری
موری موتوناری (به ژاپنی: 毛利 元就 Mōri Motonari)؛(۱۶ آوریل ۱۴۹۷ – ۶ ژوئیه ۱۵۷۱) دومین پسر موری هیروموتو یک دایمیو (ارباب فئودال) برجسته در غرب منطقه چوگوکو و رهبر خاندان موری در طول دوره سنگوکو در قرن شانزدهم اهل ژاپن بود. خاندان موری ادعا می‌کرد که از اصل و نسب اوئه هیروموتو (大江広元)، مشاور میناموتو نو یوریتومو هستند. موتوناری را «شاهزاده گدا» می‌نامیدند. او به عنوان یک استراتژیست بزرگ شناخته می‌شد که به عنوان یک جنگ سالار کوچک محلی (جیزامورای) از ولایت آکی شروع کرد و قدرت خاندان خود را از طریق جنگ و ازدواج، فرزند خواندگی و ترور به تقریباً تمام منطقه چوگوکو گسترش داد.
موتوناری که بین خاندان آماگو و خاندان اوئوچی قرار گرفته بود، با متعادل کردن دقیق اقدامات و دیپلماسی، خاندان خود را رهبری کرد. در نهایت، موتوناری موفق شد هر دو را شکست دهد و کل منطقه چوگوکو را کنترل کند. در سال‌های آخر عمر، او خاندان اوتومو ولایت بونگو در کیوشو را درهم شکست. موتوناری از قلعه یوشیدا-کورییاما، سنگر اصلی این خاندان از اوایل قرن چهاردهم حکومت می‌کرد. فرزندان او ارباب قلمرو چوشو شدند.

## خانواده
- پدر: موری هیروموتو (毛利弘元, ۱۴۶۶–۱۵۰۶)
- مادر: نام ناشناخته, دختر فوکوبارا هیروتوشی (福原広俊).
  - برادر: موری اوکیموتو (毛利興元, ۱۴۹۲–۱۵۱۶)
  - برادر: آیئو موتوتسونا (相合元綱, مرگ. ۱۵۲۴)
  - برادر: کیتا ناریکاتسو (北就勝، مرگ. ۱۵۵۷)
  - برادر: موری موتوناری (見付元氏)
    - همسر اصلی: میوکیو (妙玖夫人, ۱۴۹۹–۱۵۴۶), دختر کیکاوا کونیتسونه (吉川国経).
      - پسر ارشد: موری تاکاموتو (毛利隆元, ۱۵۲۳–۱۵۶۳)
        - نوه: موری تروموتو (毛利輝元, ۱۵۵۳–۱۶۲۵)

      - دومین پسر: کیکاوا موتوهارو (吉川元春, ۱۵۳۰–۱۵۸۶)
      - سومین پسر: کوبایاکاوا تاکاکاگه (小早川隆景, ۱۵۳۳–۱۵۹۷)
      - دختر ارشد: نام نامشخص, گروگان خاندان تاکاهاشی (高橋氏) و سپس کشته شدن در جوانی.
      - دومین دختر: گوریو نو تسوبونه (五龍局, مرگ. ۱۵۷۴), همسر شیشیدو تاکاایه (宍戸隆家).

    - همسر غیراصلی: نومی نو اوکاتا (乃美大方, مرگ ۱۶۰۱), دختر نومی تاکائوکی (乃美隆興).
      - چهارمین پسر: موری موتوکیو (穂井田元清, ۱۵۵۱–۱۵۹۷)
      - هفتمین پسر: آمانو موتوماسا (天野元政, ۱۵۵۹–۱۶۰۹)
      - نهمین پسر: کوبایاکاوا هیده‌کانه (小早川秀包, ۱۵۶۷–۱۶۰۱)

    - همسر غیراصلی: نام ناشناخته, دختر میوشی مونه‌تاکا (三吉致高) از خاندان میوشی.
      - پنجمین پسر: سوگینوموری موتوآکی (椙杜元秋, ۱۵۵۲–۱۵۸۵)
      - ششمین پسر: ایزوها موتوتومو (出羽元倶, ۱۵۵۵–۱۵۷۱)
      - هشتمین پسر: سوئه‌تسوگو موتویاسو (末次元康, ۱۵۶۰–۱۶۰۱)
      - سومین دختر: نام ناشناخته, همسر اوئه‌هارا موتوسوکه (上原元将).